# فهرست سفیران ایران در لبنان

## قاجار
- عبدالرحیم میرفندرسکی (نصیرالملک)
- عباس معزالسلطنه (کنسول ایران در سرزمین شامات)
- حبیب‌الله ممدوح (عین‌الملک) (سرکنسول ایران در بیروت و دمشق) (؟ - ۱۳۰۴)

## پهلوی
- اسدالله بهنام (سرکنسول در بیروت)
- ابوالقاسم پوروالی
- مسعود معاضد
- زین‌العابدین رهنما (وزیرمختار) مرداد ۱۳۲۵ - ۱۳۲۸
- مرتضی شریفی
- رحمت اتابکی (در آغاز وزیرمختار و سپس سفیر کبیر) ۱۳۳۲ - ؟

؟
- علی دشتی بهمن ۱۳۴۱ - آذر ۱۳۴۲
- علی فتوحی (عنصر نامطلوب خوانده شد.)
- منوچهر ظلی فروردین ۱۳۴۶ - ۱۳۴۸

قطع روابط از ۱۳۴۸ تا ۱۳۵۰ در پی ماجرای تیمور بختیار
- محمدحسین نجم
- سرلشکر منصور قدر مرداد ۱۳۵۲ - دی ۱۳۵۷

## جمهوری اسلامی
- پرویز اتابکی (کاردار) ۱۳۵۷ - ۱۳۵۸
- موسی فخر روحانی
- احمد دستمالچیان
- سید حسین نیکنام (کاردار و رئیس نمایندگی)
- همایون علیزاده
- محمدعلی سبحانی
- مسعود ادریسی کرمانشاهی ۱۳۸۱ - ۱۳۸۵
- محمدرضا رئوف شیبانی ۱۳۸۵ - ۱۳۸۸
- غضنفر رکن‌آبادی ۱۳۸۹ تا ۱۳۹۳
- محمد فتحعلی ۱۳۹۳ تا ۱۳۹۷
- محمدجلال فیروزنیا ۱۳۹۷ تا ۱۴۰۱
- مجتبی امانی تیر ۱۴۰۱ تاکنون